# Псалом 52
Псалом 52 (у масоретській нумерації — 53) — 52-й псалом Книги псалмів. Включаючи невеликі відмінності, псалом практично ідентичний до змісту псалому 13.[1] Якщо пророцтво псалому 13 стосується руйнування Першого храму, то пророцтво псалому 52 — Другого храму. Як і псалом 13, цей псалом процитовано у Посланні до Римлян (Рим. 3:10–12), де апостол Павло використовує частини псалому як основу для обговорення первородного гріха.

## Текст
| Вірш | Гебрейська мова                                                          | Давньогрецька мова (Септуаґінта) | Латинська мова (Вульгата) | Українська мова (Переклад Хоменка) |
| ---- | ------------------------------------------------------------------------ | --- | --- | --- |
| 1    | לַמְנַצֵּחַ עַל-מָחֲלַת, מַשְׂכִּיל לְדָוִד                                                | Εἰς τὸ τέλος, ὑπὲρ μαελεθ· συνέσεως τῷ Δαυιδ.                                                                                                 | [In finem pro Melech intellegentiae David] Dixit insipiens in corde suo non est Deus                                                                             | Провідникові хору. На мелодію «Махлат». Маскіл. Давида.                                                                                    |
| 2    | אָמַר נָבָל בְּלִבּוֹ, אֵין אֱלֹהִים;הִשְׁחִיתוּ, וְהִתְעִיבוּ עָוֶל-- אֵין עֹשֵׂה-טוֹב                | Εἶπεν ἄφρων ἐν καρδίᾳ αὐτοῦ Οὐκ ἔστιν θεός. διεφθάρησαν καὶ ἐβδελύχθησαν ἐν ἀνομίαις, οὐκ ἔστιν ποιῶν ἀγαθόν.                                 | Corrupti sunt et abominabiles facti sunt in iniquitatibus non est qui faciat bonum                                                                               | Безумний каже в своїм серці: «Немає Бога». Зіпсувалися, мерзоту коять, нема нікого, хто добро чинив би.                                    |
| 3    | אֱלֹהִים-- מִשָּׁמַיִם, הִשְׁקִיף עַל-בְּנֵי-אָדָם:לִרְאוֹת, הֲיֵשׁ מַשְׂכִּיל-- דֹּרֵשׁ, אֶת-אֱלֹהִים         | ὁ θεὸς ἐκ τοῦ οὐρανοῦ διέκυψεν ἐπὶ τοὺς υἱοὺς τῶν ἀνθρώπων τοῦ ἰδεῖν εἰ ἔστιν συνίων ἢ ἐκζητῶν τὸν θεόν.                                      | Deus de caelo prospexit in filios hominum ut videat si est intellegens aut; requirens Deum                                                                       | Бог з неба поглядає на синів людських, щоб подивитись, чи є розумний, що шукає Бога.                                                       |
| 4    | כֻּלּוֹ סָג, יַחְדָּו נֶאֱלָחוּ: אֵין עֹשֵׂה-טוֹב; אֵין, גַּם-אֶחָד                             | πάντες ἐξέκλιναν, ἅμα ἠχρεώθησαν, οὐκ ἔστιν ποιῶν ἀγαθόν, οὐκ ἔστιν ἕως ἑνός.                                                                 | Omnes declinaverunt simul inutiles facti sunt non est qui faciat bonum non est usque ad unum                                                                     | Усі загалом відвернулися, зледащіли; нема нікого, хто добро чинив би, нема ані одного.                                                     |
| 5    | הֲלֹא יָדְעוּ, פֹּעֲלֵי-אָוֶן: אֹכְלֵי עַמִּי, אָכְלוּ לֶחֶם; אֱלֹהִים, לֹא קָרָאוּ                   | οὐχὶ γνώσονται πάντες οἱ ἐργαζόμενοι τὴν ἀνομίαν; οἱ ἔσθοντες τὸν λαόν μου βρώσει ἄρτου τὸν θεὸν οὐκ ἐπεκαλέσαντο.                            | Nonne scient omnes ; qui operantur iniquitatem qui devorant plebem meam ut cibum panis                                                                           | Невже не схаменуться усі ті лиходії, що поїдають мій народ, начебто хліб їли? Вони не призивають Бога.                                     |
| 6    | שָׁם, פָּחֲדוּ פַחַד-- לֹא-הָיָה-פָחַד:כִּי-אֱלֹהִים--פִּזַּר, עַצְמוֹת חֹנָךְ; הֱבִשֹׁתָה, כִּי-אֱלֹהִים מְאָסָם | ἐκεῖ φοβηθήσονται φόβον, οὗ οὐκ ἦν φόβος, ὅτι ὁ θεὸς διεσκόρπισεν ὀστᾶ ἀνθρωπαρέσκων· κατῃσχύνθησαν, ὅτι ὁ θεὸς ἐξουδένωσεν αὐτούς.           | Deum non invocaverunt illic trepidabunt timore ubi non fuit timor quoniam Deus dissipavit ossa eorum qui hominibus placent confusi sunt quoniam Deus sprevit eos | Тим і настрашилися страхом, де страху не було; бо Бог розсипав кості тих, що облогою стали проти тебе. Сором укрив їх, Бог бо їх відкинув. |
| 7    | מִי יִתֵּן מִצִּיּוֹן, יְשֻׁעוֹת יִשְׂרָאֵל:בְּשׁוּב אֱלֹהִים, שְׁבוּת עַמּוֹ; יָגֵל יַעֲקֹב, יִשְׂמַח יִשְׂרָאֵל     | τίς δώσει ἐκ Σιων τὸ σωτήριον τοῦ Ισραηλ; ἐν τῷ ἐπιστρέψαι κύριον τὴν αἰχμαλωσίαν τοῦ λαοῦ αὐτοῦ ἀγαλλιάσεται Ιακωβ καὶ εὐφρανθήσεται Ισραηλ. | Quis dabit ex Sion salutare Israhel dum convertit Deus captivitatem plebis suae exultabit Iacob et laetabitur Israhel                                            | Коли б то вже прийшло з Сіону Ізраїля спасіння! Коли Бог поверне долю люду свого, зрадіє Яків, утішиться Ізраїль.                          |